# ディアーノ・マリーナ
ディアーノ・マリーナ(伊: Diano Marina)は、イタリア共和国リグーリア州インペリア県にある、人口約5,800人の基礎自治体（コムーネ）。

## 地理

### 位置・広がり

#### 隣接コムーネ
隣接するコムーネは以下の通り。
- ディアーノ・カステッロ
- インペリア
- サン・バルトロメーオ・アル・マーレ

### 地震分類
イタリアの地震リスク階級 (it) では、2 に分類される
。

## 行政

### 分離集落
ディアーノ・マリーナには、以下の分離集落（フラツィオーネ）がある。
- Diano Calderina, Diano Gorleri, Diano Serreta, Muratori

## 姉妹都市
- ディアーノ・ダルバ、イタリア 2007年
- Granadilla de Abona、スペイン 2013年